# Songs for Distingué Lovers
Songs for Distingué Lovers è un album discografico della cantante jazz/blues Billie Holiday pubblicato dalla Verve Records nel 1958. L'album venne pubblicato sia in versione mono, numero di catalogo MGV 8257, che stereo, numero di catalogo MGVS 6021. Il disco, uno degli album più celebri della Holiday, venne registrato ai Capitol Studios di Los Angeles dal 3 gennaio al 9 gennaio 1957, con la produzione discografica di Norman Granz. Si tratta del quinto album di studio della Holiday.

## Descrizione
Granz e la Holiday scelsero celebri canzoni standard e classici di musica pop dell'epoca per l'inclusione sul disco, e la Holiday cantò in un contesto a lei abituale, con l'impiego di una piccola jazz band. Le sessioni in studio riunirono la Holiday con il trombettista Harry Edison e il sassofonista Ben Webster, con i quali aveva già lavorato in precedenza negli anni trenta e quaranta; Edison era membro dell'orchestra di Count Basie durante la sua breve permanenza nella band come voce femminile, e Webster aveva registrato con lei sia per la Vocalion Records che per la Okeh Records.

## Ristampa
Songs for Distingué Lovers è stato ristampato dalla Verve Records il 28 ottobre 1997, come parte della serie "Master Edition", rimasterizzato in digitale e con 6 tracce bonus aggiuntive. Le bonus track furono tutte registrate durante la stessa sessione in studio, e provengono tutte da due altri album della Holiday pubblicati a fine anni cinquanta dalla Verve. I Wished on the Moon e Love Is Here to Stay provengono dall'album All or Nothing At All, e le altre quattro da Body and Soul.

## Tracce

### Lato 1
1. Day In, Day Out (Johnny Mercer, Rube Bloom) – 6:47
2. A Foggy Day (Ira Gershwin, George Gershwin) – 4:40
3. Stars Fell on Alabama (Frank Perkins, Mitchell Parish) – 4:28

### Lato 2
1. One for My Baby (Johnny Mercer, Harold Arlen) – 5:39
2. Just One of Those Things (Cole Porter) – 5:31
3. I Didn't Know What Time It Was (Lorenz Hart, Richard Rodgers) – 5:59

### Bonus tracks ristampa 1997
1. Let's Call the Whole Thing Off (Ira Gershwin, George Gershwin) – 3:23
2. I Wished on the Moon (Dorothy Parker, Ralph Rainger) – 3:25
3. They Can't Take That Away From Me (Ira Gershwin, George Gershwin) – 4:10
4. Body and Soul (Johnny Green, Frank Eyton, Edward Heyman, Robert Sour) – 6:22
5. Moonlight in Vermont (Karl Suessdorf, John Blackburn) – 3:49
6. Love Is Here to Stay (Ira Gershwin, George Gershwin) – 3:41

## Crediti
- Billie Holiday: voce
- Harry Edison: tromba
- Ben Webster: sassofono tenore
- Jimmy Rowles: pianoforte
- Barney Kessel: chitarra
- Red Mitchell: contrabbasso  sul lato uno tracce 1-2 e sul lato due tracce 3 e Bonus
- Alvin Stoller: batteria  sul lato uno tracce 1-2 e sul lato due tracce 3 e Bonus
- Joe Mondragon: contrabbasso sul lato uno traccia 3 e sul lato due tracce 1-2
- Larry Bunker: batteria sul lato uno traccia 3 e sul lato due tracce 1-2